# Yui Itsuki
Yui Itsuki (伊月ゆい, Itsuki Yui, née un 25 octobre à Tokyo) est une seiyū qui travaillait pour I'm Enterprise (elle change d'agence fin 2008 pour Holy Peak). En tant que chanteuse, elle fait aussi partie du groupe Yōsei Teikoku (sous le nom de Fairy Yui), et du groupe Denki Shiki Karen Ongaku Shūdan (sous le nom de Karen).

## Rôles notables

### animés TV
2003
- D.C. ~Da Capo~ (Moe Mizukoshi)

2004
- Futakoi (Kira Sakurazuki)
- My-HiME (Miya Suzuki)

2005
- Elemental Gerad (Origa)
- D.C.S.S. ~Da Capo Second Season~ (Moe Mizukoshi)
- Futakoi alternative (Kira Sakurazuki)
- Mai-Otome (Miya Clochette)
- Magical Canan (Tomoe Takasaki)

2006
- Renkin 3-kyū Magical ? Pokān (Megumi)

2007
- Venus vs Virus (Luca)

2008
- Kanokon (Mio Osakabe)
- Black Butler (Kuroshitsuji) (Paula)
- Noramimi2 (Chie)